# 若宮 (海防艦)
若宮（わかみや）は、日本海軍の海防艦で、普遍的には択捉型海防艦の8番艦とされている。海軍省が定めた公式類別では占守型海防艦の12番艦。この名を持つ帝国海軍の艦船としては、水上機母艦若宮に続いて二代目。艦名の由来は長崎県の若宮島から。
若宮は三井造船玉野造船所において建造され、1943年（昭和18年）8月10日に竣工。同月下旬、第一海上護衛隊に編入される。同年11月23日、船団護衛中に米潜水艦ガジョンの魚雷攻撃をうけ、沈没した。

## 艦歴

### 竣工まで
マル急計画の海防艦甲、第310号艦型の8番艦、仮称艦名第317号艦として計画。1942年（昭和17年）7月16日、三井造船玉野造船所で起工。1943年（昭和18年）4月5日、若宮と命名。1943年（昭和18年）4月19日進水。7月10日、艤装員長に河原政頼少佐が着任。7月17日、艤装員事務所を設置。8月10日、竣工。河原少佐（若宮艤装員長）は若宮海防艦長となる。同日附で、若宮艤装員事務所は撤去された。若宮の本籍は呉鎮守府と定められる。呉鎮守府警備海防艦として呉防備戦隊に編入された。呉海上防備部隊に編入。

### 船団護衛
1943年8月11日、若宮は玉野から呉に移動。同地で建造時の不備が見つかったため、その修正作業を受ける。19日、呉から佐伯に移動。23日、佐伯から呉に移動。25日、若宮は呉防備戦隊から除かれ、駆逐艦春風が編入された。若宮は南西方面艦隊隷下の第一海上護衛隊に編入される。その後門司に移動し、31日に輸送船7隻からなる第192船団を特設砲艦北京丸（大連汽船、2,266トン）と共に護衛して門司を出港。出港直後、船団は2つに分割され、若宮は先行船団を護衛する。9月4日0700、船団は馬公に到着する。
9月5日1830、若宮は馬公を出港し、6日0940に基隆に到着。9日0900、マ04船団を護衛して基隆を出港。12日1400、船団は門司に到着。21日1600、特設運送船国島丸（飯野海運、4,083トン）他輸送船9隻からなる第199船団を護衛して門司を出港。26日1400、船団は高雄に到着。30日1715、若宮は高雄を出港して対潜掃討を行う。10月1日1850、高雄に到着。
10月3日1830、陸軍輸送船妙義丸（東亜海運、4,021トン）他輸送船3隻からなるC船団を護衛して高雄を出港。6日1550に船団はマニラに到着。8日0930、若宮はマニラを出港して対潜掃討を行う。10日1100、マニラに到着。12日0945、陸軍輸送船りま丸（日本郵船、6,989トン）他輸送船2隻からなるD船団を護衛してマニラを出港。20日1100、船団は昭南に到着。22日1300、特設運送船隆興丸（太洋興業、2,831トン）他輸送船4隻からなる第630船団を護衛して昭南を出港。出港直後、船団は2つに分割され、若宮は先行船団を護衛する。25日1230、先行船団はサンジャックに到着。1330、若宮はサンジャックを出港し、1700にサイゴンに到着。26日、第630船団の残りがサンジャックに到着。27日1600、若宮はサイゴンを出港し、1900にサンジャックに到着。28日1600、1A型戦時標準貨物船旭山丸（宮地汽船、6,493トン）他輸送船12隻からなる第437船団を護衛してサンジャックを出港。29日1900、カムラン湾に到着。30日1500、カムラン湾を出港。出港直後、船団は2つに分割され、若宮は先行船団を護衛する。11月6日2000、船団は高雄に到着した。
11月9日0930、若宮は高雄を出港し対潜掃討を行う。1800、高雄に到着。11日0740、特設運送船北陸丸（大阪商船、8,365トン）他輸送船4隻からなるヒ14船団を護衛して高雄を出港。13日、大長塗山に到着。14日0930、大長塗山を出港。15日、海上護衛総司令部（司令長官及川古志郎海軍大将）の新編にともない、第一海上護衛隊も同部隊の麾下となった。16日、船団は門司に到着。

### 沈没
1943年（昭和18年）11月20日1800、若宮は海軍配当船で応急タンカーの五洋丸（五洋商船、8,469トン）他輸送船2隻からなるヒ21船団を護衛して門司を出港した。23日0330、船団は米潜ガジョン(USS Gudgeon, SS-211)に発見される。ガジョンはまず若宮に向けて魚雷を6本発射。うち1本が若宮の左舷中央部電気室付近に命中し、若宮は2つに折れてわずか15秒で轟沈した。その様子は、「真珠湾攻撃で爆発を起こした米駆逐艦ショー(USS Shaw, DD-373) のようであった」と記録されている。若宮を屠ったガジョンは、0338に貨客船熱河丸（大阪商船、6,784トン。内地～台湾連絡船、約1050名乗船）の左舷石炭庫他に魚雷を2本命中させ、さらに逓信省標準TM型タンカー一洋丸（浅野物産、5,106トン）と五洋丸にも損傷を与えた。0520、ガジョンは熱河丸に対して魚雷を3本発射し、右舷中央部他に魚雷2本を命中させて撃沈した。若宮では157名が戦死し、海防艦長河原政頼少佐以下生存者4名が救助された。
沈没地点は舟山島南方沖。北緯28度00分 東経122度09分 / 北緯28.000度 東経122.150度、もしくは北緯28度38分 東経122度05分 / 北緯28.633度 東経122.083度。高松宮宣仁親王（大本営海軍部、海軍大佐、昭和天皇弟宮）は若宮の沈没状況を以下のように記録している。
1944年（昭和19年）1月5日、除籍。
なお、若宮は日本海軍が太平洋戦争で喪失した2番目の海防艦である。

## 艦長
艤装員長
1. 河原政頼 少佐:1943年7月10日[28] - 1943年8月10日

海防艦長
1. 河原政頼 少佐：1943年8月10日[29] -

### 注
1. ↑  これは法令上の定員数であり、特修兵、その他臨時増置された人員を含まない。
2. ↑  (昭和18年11月23日項目)(中略)熱河丸、「若宮」、潜水艦ノ雷撃ヲ受ケ沈没。二階朝餐室、火鉢出ス。[2]
3. ↑  初代の若宮は1915年（大正4年）6月に二等海防艦に類別され、1920年（大正9年）4月に航空母艦（実質的には水上機母艦）に類別、1931年（昭和6年）4月1日に除籍された[3]。
4. ↑  『写真日本の軍艦7巻』233ページの海防艦行動年表など、一部資料では若宮の第一海上護衛隊編入日時を8月31日とする[12]。
5. ↑  木俣滋郎『日本海防艦戦史』41ページでは、熱河丸乗船者を「佐世保第一海兵団の253名、岩国航空隊157名、乗客985名」とする[18]。
6. ↑  木俣滋郎『日本海防艦戦史』288ページの喪失一覧表では、若宮戦死者を131名と記述する[5]。
7. ↑  1944年（昭和19年）2月末時点で、占守型と択捉型は合計28隻完成していたが、六連と若宮が撃沈されたことになる[25]。木俣滋郎著『日本海防艦戦史』41ページでは「日本新鋭海防艦の喪失第一号」を若宮とするが[18]、六連の方が先に沈んでいる[26]（1943年9月2日）[27]。